# Bancolombia Open
O Bancolombia Open, na última edição, foi um torneio de tênis profissional masculino, de nível challenger, realizado em Bogotá, na Colômbia.

## Edições

### Simples
| Ano  | Campeão          | Vice-Campeão      | Placar        |
| ---- | ---------------- | ----------------- | ------------- |
| 2010 | João Souza       | Alejandro Falla   | 4–6, 6–4, 6–1 |
| 2009 | Horacio Zeballos | Santiago González | 7–6(3), 6–0   |
| 2008 | Marcos Daniel    | Iván Navarro      | 6–3, 1–6, 6–3 |
| 2007 | Santiago Giraldo | Flávio Saretta    | 7–6(4), 6–2   |
| 2006 | Alejandro Falla  | André Sá          | 6–4, 6–2      |
| 2005 | Paul Capdeville  | Pablo González    | 6–3, 6–4      |
| 2004 | Alejandro Falla  | Adrián García     | 4–6, 6–1, 6–2 |

### Duplas
| Ano  | Campeões                           | Vice-Campeões                     | Placar           |
| ---- | ---------------------------------- | --------------------------------- | ---------------- |
| 2010 | Franco Ferreiro Santiago González  | Dominik Meffert Philipp Oswald    | 6–3, 5–7, [10–7] |
| 2009 | Sebastián Prieto Horacio Zeballos  | Alexander Peya Fernando Vicente   | 4–6, 6–1, [11–9] |
| 2008 | Brian Dabul Ramón Delgado          | Thomaz Bellucci Bruno Soares      | 7–6(5), 6–4      |
| 2007 | Martín García Diego Hartfield      | Frederico Gil Dick Norman         | 6–4, 3–6, [10–5] |
| 2006 | Eric Butorac Chris Drake           | Ramón Delgado André Sá            | W/O              |
| 2005 | Marcos Daniel Santiago González    | Goran Dragicevic Mirko Pehar      | 7–6(4), 6–3      |
| 2004 | Sebastian Quintero Óscar Rodríguez | Gustavo Marcaccio Diego Veronelli | 6–3, 6–4         |